# Волков, Соломон Моисеевич
Соломо́н Моисе́евич Во́лков (род. 17 апреля 1944, Ленинабад, Таджикская ССР) — советский и американский журналист и литератор.

## Биография
В 1945—1958 годы жил в Риге, куда его родители вернулись из эвакуации. Отец — Мейше-Бер (Мойша Овсеевич) Волков (1911—1979), уроженец Себежа, до войны жил в Резекне, участник интернациональных бригад во время гражданской войны в Испании, подвергался аресту при режиме Улманиса, во время Великой Отечественной войны служил переводчиком с латышского языка во взводе отдела контрразведки СМЕРШ 44-й стрелковой чудовской дивизии, был ранен и остался без ноги, инвалид войны первой группы; покончил с собой уже после эмиграции сына в конце 1970-х годов.
Поступил в Рижскую специальную музыкальную школу имени Эмиля Дарзиня при Латвийской государственной консерватории имени Я. Витола по классу скрипки (1950-1958 годы). В 1958 году перевёлся в Ленинградскую специальную музыкальную школу для особо одарённых детей при Консерватории имени Н. А. Римского-Корсакова.
Окончил Ленинградскую консерваторию и аспирантуру при ней. В это время совместно с Юрием Кочневым создал «Экспериментальную студию камерной оперы» (ЭСКО) при Консерватории. ЭСКО осуществила ряд постановок, среди которых выделялась первая сценическая постановка оперы ученика Шостаковича Вениамина Флейшмана «Скрипка Ротшильда» . Опера погибшего Флейшмана была закончена и оркестрована Шостаковичем.
Член Союза композиторов с 1972 года (принят по рекомендации Андрея Петрова и Арнольда Сохора). В 1971 году вышла книга Волкова «Молодые композиторы Ленинграда» с очерками о Валерии Арзуманове, Сергее Баневиче, Геннадии Банщикове, Геннадии Белове, Валерии Гаврилине и Борисе Тищенко. Предисловие к книге написал Д. Д. Шостакович.
В 1973—1974 годах был старшим редактором отдела в журнале Союза композиторов СССР «Советская музыка», где публиковал статьи, рецензии на концерты, интервью.
В 1976 году эмигрировал в США. Живёт в Нью-Йорке.
Женат на пианистке и фотографе Марианне Волковой. Член редсовета русско-американского журнала «Чайка». Член независимого жюри премии «Либерти», присуждаемой ежегодно с 1999 года за вклад в развитие русско-американских культурных связей.

## Волков и Шостакович
В 1979 г. в США опубликовал в переводе на английский книгу «Свидетельство» (англ. Testimony: The Memoirs of Dmitri Shostakovich as Related to and Edited by Solomon Volkov), утверждая, что она представляет собой рассказы Дмитрия Шостаковича о своей жизни и творчестве, записанные Волковым в ходе встреч с Шостаковичем в Ленинграде в 1971—1974 годах. В этой книге Шостакович довольно резко высказывается о некоторых своих коллегах и выражает весьма отрицательное отношение к советской власти.
После выхода книги последовал ряд протестов из СССР, обвинявших Волкова в фальсификации. С протестами, в частности, выступили сын Шостаковича Максим и жена Ирина, а также подписавшие коллективное письмо композиторы Вениамин Баснер, Моисей Вайнберг, Кара Караев, Юрий Левитин, Борис Тищенко и Карен Хачатурян. В этих протестах особо подчёркивалось, что Шостакович был вполне лоялен к советскому режиму, что критика Шостаковича 1948 года была дезавуирована постановлением ЦК КПСС 1958 года, которое «снимало обвинения в формализме ряда композиторов как необоснованные и несправедливые». В редакционной статье «Клоп» «Литературная газета» также писала, что Шостакович был лоялен к власти и что не мог человек, «ненавидящий своё общество и хулящий лучших мастеров его культуры», «вступить в ряды Коммунистической партии». В статье «Литературной газеты», републикованной в «Спутнике», также говорилось, со ссылками на его публичные высказывания, что Шостакович был преданным коммунистом и что «всё творчество композитора от первых его сочинений до последних связано с революционной историей и современностью Советской страны». Родион Щедрин высказал предположение, что Кара Караева вынудили подписать это письмо
Тем не менее после распада СССР тон публикаций изменился. В защиту Волкова высказался Андрей Битов. В поддержку Волкова выступил музыковед Даниэль Житомирский, полагающий, что источником кампании против книги являются резкие характеристики Шостаковича. В поддержку «Свидетельства» высказывался Евгений Евтушенко. В качестве подтверждения подлинности свидетельства приводятся также мнения Мстислава Ростроповича и Владимира Ашкенази. Однако интервью Ростроповича было дано до публикации «Свидетельств», а Ашкенази, заявивший, что в мемуарах он узнал настоящего Шостаковича, был едва знаком с композитором.
Позднее, эмигрировав из СССР, изменил тональность своих отзывов о книге и Максим Шостакович, признавший точность вырисовывающегося в «Свидетельстве» облика композитора. В некоторых случаях Шостакович-сын так или иначе участвовал в переизданиях книги, подготовленной Волковым (в частности, инициаторы перевода книги на чешский язык рассказывают, что он написал для неё послесловие и принял участие в презентации в Праге). В то же время ни один из композиторов, подписавших письмо против книги Волкова, не заявил о вынужденности этого шага или об изменении своих взглядов на проблему даже после распада СССР, а Борис Тищенко, некогда познакомивший Волкова с Шостаковичем, подтвердил свою прежнюю позицию относительно сфабрикованности книги в 1992 г..
Литературовед Алла Латынина пришла в 2005 году к выводу о том, что книга Волкова «Свидетельство» в большинстве случаев достоверна по своему содержанию, но подлинность её остаётся недоказанной. Музыковед Сергей Уваров в газете «Известия» полагает, что книга Волкова позволила увидеть Шостаковича иначе, «нежели представляло официальное советское музыкознание, обнажили конфликты — внутренние и внешние, — из которых и выросло творчество Шостаковича», однако отмечает, что не все исследователи признают аутентичность прямой речи Шостаковича в «Свидетельстве».
Для доказательства подлинности бесед Волковым были предоставлены некоторые страницы, подписанные Шостаковичем. Однако, как установила Лорел Фэй, подписанные страницы оказались копиями газетных статей и рецензий Шостаковича, опубликованных за десятки лет до предполагаемых бесед, между тем Волковым они были представлены как текст, надиктованный ему Шостаковичем. Сторонники Волкова объясняют эти совпадения превосходной памятью Шостаковича. Сам Волков в предисловии к «Свидетельству» утверждал, что при интервьюировании Шостаковича последний отвечал на вопросы Волкова «коротко и неохотно», а потом Волков из этих «каракулей» («scribbles») комбинировал текст, который давал на проверку Шостаковичу. Лорел Фей отмечает, что несмотря на такую методику работу у Волкова на подписанных Шостаковичем страницах «случайно» получился текст, дословно повторяющий статьи Шостаковича двадцатилетней давности. Полин Фейрклаф отмечает, что после публикаций Фэй организованный небольшой группой музыкальных журналистов поток грязи в её адрес (в основном инспирированный Дмитрием Феофановым и Алланом Хо) был абсолютно беспрецедентен для западного музыковедения.
Несмотря на неоднократные просьбы вдовы Шостаковича, Ирины Шостакович, Волков так и не предъявил полный машинописный текст своей рукописи, с его слов подписанный Шостаковичем. Позже Волков заявил, что рукопись продана в частный архив и в настоящее время недоступна. Русское издание «Свидетельств» является обратным переводом с английского.
М. Сабинина в 1997 г. писала, что книга Волкова разрушила фальшивый образ Шостаковича и произвела на Западе «эффект внезапно разорвавшейся бомбы».
Музыковед Александр Белоненко, президент Национального Свиридовского фонда, заявил, что по мнению Свиридова книга Волкова не является мемуарами Шостаковича, однако Волков литературно обработал мысли Шостаковича.
Вышедшая в 2004 году книга «A Shostakovich Casebook» (под редакцией Малколма Брауна) содержит статьи ведущих специалистов по Шостаковичу, критикующих книгу Волкова. Среди авторов статей Лорел Фэй, Ричард Тарускин, Левон Акопян, руководитель научно-аналитического отдела Московской государственной консерватории имени П. И. Чайковского Алла Богданова, профессор музыки Манчестерского университета Дэвид Фэннинг, Людмила Ковнацкая, друг Шостаковича Борис Тищенко и другие. В этой же книге перепечатаны интервью вдовы композитора Ирины Антоновны Шостакович, данные ранее газете «Нью-Йорк Таймс» и впервые опубликованные 20 августа 2000 г. В них она среди прочего с протокольной точностью воспроизводит события, предшествовавшие изданию книги Волкова, выдвигает против него обвинения в подлоге и называет имя реального информатора С. Волкова, Льва Лебединского — «небрежного мемуариста, с которым Шостакович прекратил всякие отношения задолго до того».
Джонатан Гондер из университета Питт Джонстауна в рецензии на сборник отмечает, что статья Лорел Фэй «Volkov’s Testimony Reconsidered» не оставляет камня на камне от книги Волкова и что любой беспристрастный читатель должен увидеть, что книга Волкова сомнительна. Левон Акопян, крупный российский специалист по Шостаковичу, в книге «Шостакович. Опыт феноменологии творчества» отмечает, что «скомпилированная и, возможно, отчасти сфальсифицированная» книга Волкова — «довольно тривиальный документ, где фигура Шостаковича адаптирована к посредственному профессиональному и интеллектуальному уровню его собеседника». Акопян также отмечает, что «факт клеветы Волкова в адрес умершего коллеги заставляет скептически относиться ко всему, что он говорит». Ведущий западный музыковед Ричард Тарускин отмечает, что учёные быстро пришли к выводу, что «Свидетельства» представляют собой подделку, и что популярность книги на Западе была обусловлена реалиями холодной войны.
По мнению Л. О. Акопяна : «Советская реакция на „Свидетельство“ была предсказуемо гневной, тогда как на Западе оно способствовало подъёму интереса к музыке Шостаковича и вызвало к жизни богатый поток популярной журналистской, кинематографической, литературной продукции, в том числе несколько произведений крупного масштаба; упомянем хотя бы театральную пьесу британского драматурга Дэвида Паунэлла „Мастер-класс“ (1983), фильм британского режиссёра Тони Палмера „Свидетельство“ (1988), оперу итальянского композитора Луки Ломбарди „Дмитрий, или Художник и власть“ (её премьера состоялась в 2000 г. в Лейпциге), и вышедший совсем недавно роман модного британского писателя Джулиана Барнса „Шум времени“ (2016). Музыковеды за рубежом приложили немало усилий, чтобы выяснить степень достоверности мемуаров, и их выводы оказались неблагоприятными для Волкова. С другой стороны, хотя аутентичность мемуаров сомнительна, их нельзя назвать полностью недостоверными: неизвестно, действительно ли Шостакович высказал в разговорах с Волковым все, что вошло в книгу, но значительная часть его высказываний известна по другим источникам и, судя по всему, соответствует его подлинным взглядам».
В 1988 году в Англии по книге был снят фильм «Свидетельство» с Беном Кингсли в роли Шостаковича.
В 2017 г. на экраны вышел англо-американский фильм «Смерть Сталина» (режиссёр Армандо Ианнуччи), одним из важных эпизодов которого является описанная в «Свидетельстве» заочная конфронтация пианистки Марии Юдиной со Сталиным.

## Другие книги Волкова
Успех первой книги о Шостаковиче вдохновил Волкова на дальнейшие записи своих бесед с великими собеседниками. Так появились книги разговоров Волкова с балетмейстером Джорджем Баланчиным и скрипачом Натаном Мильштейном (англ. From Russia to the West: The Musical Memoirs and Reminiscences of Nathan Milstein; 1991).

## Диалоги с Иосифом Бродским
Самая популярная в России работа Волкова — книга его бесед с поэтом Иосифом Бродским, вышедшая уже пятью изданиями. Этот проект возник, когда Волков стал посещать в качестве вольнослушателя лекции Бродского в Колумбийском университете (Нью-Йорк) осенью 1978 года. Как он объяснит в своём предисловии к книге, Бродский «комментировал тогда для американских студентов своих любимых поэтов: Цветаеву, Ахматову, Роберта Фроста, У. Х. Одена. Эти лекции меня ошеломили.<…> У меня возникла идея книги „разговоров“, которую я и предложил Бродскому. Он сразу же ответил согласием».
Работа над книгой продолжалась с осени 1978 г. до зимы 1992 г. и состояла в том, что Бродский отвечал на вопросы Волкова, который записывал их беседы. В течение этого времени многие главы из будущей книги появлялись в периодике и в сборниках — сначала на Западе, а затем, когда это стало возможным, и в Москве. Главы о жизни Бродского в Нью-Йорке и об Ахматовой публиковались также в виде отдельных изданий. В общей сложности более половины материалов было опубликовано при жизни поэта.
Полностью книга увидела свет в 1998 году: на английском языке в Нью-Йорке и на русском в Нью-Йорке и в Москве. Название «Диалоги с Иосифом Бродским» закрепилось в последующих переизданиях.
«Диалоги с Бродским» были восприняты как важный вклад в изучение биографии и творчества поэта. «Это, несомненно, выдающееся событие, — писал эссеист Борис Парамонов в журнале „Звезда“. — Книга, бесспорно, удалась.<…> Книга помогает понять Бродского. Она дает, я бы сказал, ключ к многочисленным шифрам его поэзии. Яснее делается тематика Бродского, самое мировоззрение его. И человек яснее делается, а это очень много».
Близкий к Бродскому писатель и эссеист Пётр Вайль в своей рецензии в журнале «Итоги» выделял другой аспект книги: «…общение с Бродским делало лучше — мужественнее, проще, честнее, тоньше. По крайней мере хотелось таким становиться. Тот же эффект производит чтение „Разговоров“ — потому, конечно, что здесь звучит живой, подлинный голос». Академик Вяч. Вс. Иванов, также близко знавший Бродского, указывал, что из «Диалогов» читатели узнают о Бродском «многое, что могло бы иначе остаться неизвестным: как и почему он ушёл из школы, где скитался в годы странствий по России, каково ему было в тюрьме, в сумасшедшем доме и в ссылке в деревне на русском Севере. Как он начал писать и как сложились его отношения с большими русскими, европейскими и американскими поэтами, которым он себя считает обязанным. Особой удачей книги мне кажутся беседы об Ахматовой».
Беседы об Ахматовой, с которыми он ознакомился ещё в журнальной публикации, выделял и поэт Чеслав Милош, лауреат Нобелевской премии по литературе. Милош писал: «Это — глубочайшее из сказанного им об Ахматовой и, может быть, самое глубокое из сказанного о творческом процессе кем бы то ни было».
Друг Бродского и исследователь его творчества писатель Яков Гордин в своём предисловии подчеркивал строгую документальность «Диалогов с Бродским»: «Наличие магнитофона исключает фактор даже непредумышленной интерпретации. Перед читателем не волковский Бродский, но Бродский как таковой. Ответственность за все сказанное — на нём самом. При этом Волков отнюдь не ограничивает себя функцией включения и выключения магнитофона. Он искусно направляет разговор, не влияя при этом на характер сказанного собеседником. Его задача — определить круг стратегических тем, а внутри каждой темы он отводит себе роль интеллектуального провокатора». Определяя значение работы Волкова, Гордин заключал, что «Диалоги с Бродским» — «книга для русской культуры уникальная. Сам Волков пишет в авторском предисловии об экзотичности для России этого жанра, важность которого, однако, очевидна. <…> И ни один исследователь жизни и творчества Бродского не может отныне обойтись без этой книги».
Действительно, в наиболее авторитетной на сегодняшний день биографии Бродского, принадлежащей перу Льва Лосева, а также в его предисловии и комментариях к дефинитивному изданию стихов Бродского в «Библиотеке поэта», он многократно ссылается на «Диалоги с Бродским».

## История культуры Санкт-Петербурга. С основания до наших дней
Волков также написал «Историю культуры Санкт-Петербурга» (англ. St. Petersburg: A Cultural History; 1997), изданную в 2005 году в США и в 2007 году в России. По мнению Ирины Чайковской, «Волков выступает здесь как искусствовед, литературовед, а также как историк и философ культуры. Предметом пристального анализа становится не столько культура Петербурга, сколько изменение мифа о городе, ею отраженное. Перед нами рассказ о трансформации петербургского мифа за 300 лет его (города и мифа) существования».

## Шостакович и Сталин: Художник и царь. К столетнему юбилею
Книга (англ: Shostakovich and Stalin. NY., 2004; рус.: 2004, 2006) была переведена на 11 языков и получила высокую оценку детей Шостаковича, Максима и Галины, Владимира Ашкенази и Гидона Кремера. Писатель Борис Парамонов обратил внимание на то, что в книге дан портрет и второго её героя, Сталина. Фронтовик Владимир Бушин написал несколько статей с разгромной критикой на книгу Волкова.

## История русской культуры XX века. От Льва Толстого до Александра Солженицына (М., 2008)
В 2008 году одновременно по-русски и по-английски вышла книга Волкова «История русской культуры XX века. От Льва Толстого до Александра Солженицына» (англ. «The Magical Chorus. A History of Russian Culture From Tolstoy to Solzhenitsyn»). Книга получила положительный отклик от Якова Гордина и Льва Лосева. Её высоко оценили Татьяна Резвых и Лев Данилкин, полагающий книгу исключительной и увлекательной. Проф. Мартин Рубин написал в «Лос-Анджелес Таймс» от 7 марта 2008 года: «Волшебный хор — это идеальный, ясный, и в то же время тонко нюансированный путеводитель по богатой и сложной русской культуре XX века со всеми её великолепными достоинствами, противоречиями, достижениями и трагедиями».

## История русской культуры в царствование Романовых: 1613—1917 (М., 2011)
Борис Парамонов в выпуске радиожурнала «Поверх барьеров» (Радио Свобода 11 мая 2011 года) отмечает, что «Соломон Волков показал, что в России Романовых культура потому и расцвела, что Романовы не просто ей так или иначе помогали в тот или иной период, но и на всем протяжении своего царствования просто-напросто ей не мешали. Претензии русских царей не были тоталитарными, а, значит, культура могла развиваться свободно. Сокровища Романовых были в то же время всеобщим национальным достоянием».

## Диалоги с Евгением Евтушенко. Фильм и книга
Трёхсерийный фильм (режиссёр — Анна Нельсон) был показан в октябре 2013 года по каналу ОРТ. В фильме рассматривались в том числе и взаимоотношения Евгения Евтушенко и Иосифа Бродского.
Критики сочли этот фильм сведением счетов двух поэтов. Исповеднический характер фильма подчеркивает в своей рецензии Инна Ткаченко: «Договориться с потомками. Разобраться с прошлым. Определиться с величием. Попросить прощения. „Граждане, послушайте меня!“, „Со мною вот что происходит…“ Все это — Евтушенко в восемьдесят лет, еле ступающий на тогда ещё не отрезанную больную ногу».
Фильм был номинирован на премию ТЭФИ-2014 («Документальный проект»)
В 2018 году в издательстве «Редакция Елены Шубиной» вышла книга Волкова «Диалоги с Евгением Евтушенко», основанная на материалах фильма.
Илья Фаликов в «Независимой газете» высоко оценил книгу: «Подготовленность Волкова к разговору основана не на какой-то сезонной работе с целью не ударить в грязь лицом, но, собственно, на всей предыдущей жизни, связанной и с долголетним чтением стихов этого поэта и всего его поколения, не говоря о русской поэзии в целом, шире — о мировой культуре». Фаликов заключает: «…книга Волкова — не евтушенковедение. Поиск утраченного времени, воскрешение эпохи. Неистребимость проклятых вопросов. Голос истории».

## Диалоги с Владимиром Спиваковым. Фильм и книга
В сентябре 2014 года практически одновременно появились одноимённая книга в издательстве «Аст» и четырёхсерийный документальный фильм (режиссёр Елена Ласкари). Книга и фильм создавались по отдельности.
Сериал снимался в эльзасском городе Кольмар, где Владимир Спиваков ежегодно проводит музыкальный фестиваль. Спиваков рассказывает о своих дружеских и творческих контактах с известнейшими музыкальными деятелями: Мстиславом Ростроповичем, Евгением Светлановым, Леонардом Бернстайном, Альфредом Шнитке. Как отметила Ирина Чайковская, здесь «Владимир Спиваков оперирует не музыкальным волапюком, он с помощью романтических историй вызывает отклик у своих музыкантов, зажигает в них огонь» Игорь Вирабов обратил внимание, что в книге выдержана центральная для Волкова тема: собеседники Волкова «Шостакович, Бродский, Баланчин, Спиваков непременно касаются общей темы: художник и власть». По словам музыковеда и радиожурналиста Йосси Тавора, «Эта книга действительно заслуживает самой высокой оценки… Меня поразило в этой книге не только то, что они говорят о вещах знакомых, известных, нередко знаковых, но ещё откровенность Владимира Теодоровича.». В разговоре с Йосси Тавором Владимир Спиваков резюмировал: «…в этой книге, точнее, в наших с Соломоном беседах, я старался никого не задеть, никого не обидеть. Такова и моя позиция в жизни».

## Большой театр. Культура и политика. Новая история
В апреле 2018 года вышла книга Соломона Волкова, посвящённая политической истории Большого театра — его взаимодействию с властью на протяжении 250 лет. РИА Новости подчеркнула: «Это первое исследование такого рода не только в отношении Большого театра, но и любой крупной культурной институции в России». Обозреватель газеты «Известия» Сергей Уваров выделяет среди достоинств книги, что «Волков опирается не только на архивные материалы (кстати, нынешнее руководство Большого содействовало автору, так что книгу можно считать „авторизованной биографией“ театра). Не менее важным источником стали личные беседы с выдающимися артистами… Соломону Волкову удалось выстроить богатую историческую фактуру в увлекательное, захватывающее повествование». Андрей Тесля на colta.ru отметил: «Соломон Волков — редкое явление для нашей культуры. Прежде всего — в его способности писать популярно и увлекательно о высокой культуре и не стыдиться своей роли рассказчика. В умении становиться вровень с читателем и именно рассказывать ему, беседовать с ним об интересном и достопамятном, делиться своими знаниями, наблюдениями, воспоминаниями, будучи свободным от дидактических интонаций — и понимая, что читателю требуется, в первую очередь, некая story.
И Волков эту историю дает — выстраивая повествование о Большом как рассказ о взаимоотношениях театра и власти, где культура и политика не противостоят друг другу, а предстают во взаимодействии и взаимоиспользовании. Это история не о том, как „власть использовала искусство“, но о самой природе имперских оперы и балета».

## Диалоги с Валерием Гергиевым
2 мая 2018 года Первый канал показал телефильм «Соломон Волков. Диалоги с Валерием Гергиевым», приуроченный к 65-летию дирижёра и художественного руководителя Мариинского театра. Татьяна Резвых пишет: «В 2018 году исполняется 30-летний юбилей гергиевского руководства Мариинским театром. Масштаб его деятельности привлекает к нему и к его театру пристальное внимание журналистов и музыковедов, о Гергиеве снято немало фильмов, он часто дает интервью. Но при этом музыкант оставался во многом „закрытой“, загадочной фигурой. Очень мало известно о его корнях, истоках, формировании личности. Волков заявил себя как мастер диалога — вспомним хотя бы его беседы с Иосифом Бродским и Евгением Евтушенко, в которых эти „знаковые“ персонажи раскрылись в беспрецедентной исповедальности. Волков умеет разговорить своих великих собеседников. Удалось ему это и на сей раз <…> Волкова особо интересует взаимодействие культуры с политикой. Отвечая на его вопросы, Гергиев поведал почти детективную историю своего назначения в 1988 году на престижный пост главного дирижёра Мариинки. Этот эпизод достоин войти в анналы культурной перестройки горбачевской эпохи».

## Москва / Modern Moscow: История культуры в рассказах и диалогах
В 2019 году в издательстве «АСТ:Редакция Елены Шубиной» вышла книга Соломона Волкова «Москва / Modern Moscow: История культуры в рассказах и диалогах», которая явилась первым в своём роде опытом осмысления «московского» вклада в отечественную и мировую культуру XX—XXI вв. В исторических очерках Волков рисует портреты некоторых ключевых фигур этого периода (среди них — Чехов, Станиславский и Немирович-Данченко, Эйзенштейн, Булгаков, Пастернак, Рихтер, Гилельс, Шостакович, Евтушенко, Вен. Ерофеев и Д. А. Пригов). Как во всех своих предыдущих культурно-исторических работах, Волков особое внимание уделяет взаимодействию этих персонажей с обществом и властью. Книгу дополняют диалоги Волкова с ведущими экспертами о культурном облике столицы XXI века. Автор заключает: «Современная Москва, как с изумлением отмечают даже её скептически настроенные иностранные гости, стала мировым культурным центром с повышенной вулканической активностью». По словам авторитетного литературного критика Ольги Балла: «Внимательный читатель заметит, что Москва с её особенностями — лишь одна из тем этой книги. Есть и другая, не менее важная, и по-настоящему внимание автора концентрируется в той точке, где эти две тематические линии пересекаются. Вторая тема — современность, Modernity, и то, что она делает с московскими традициями и практиками — и как они, в свою очередь, создают её. Современность в её становлении (притом в значительной мере — в её социальном, политическом аспекте) — давняя, можно сказать, магистральная тема Волкова: все другие его книги, как мы помним, тоже посвящены именно этой эпохе, достаточно широко понятой».

## Общественное признание
Премия Американского общества композиторов, авторов и издателей The Deems Taylor/Virgil Tomson award
за книгу мемуаров Д. Д. Шостаковича «Свидетельство» (1980)
Премия журнала «Звезда» за книгу «Диалоги с Иосифом Бродским» (1998)
Премия Фонда Майи Плисецкой и Родиона Щедрина за последовательную пропаганду русского искусства и балета (2011)